# Lisa Bonder
Lisa Bonder (née le 16 octobre 1965 à Columbus, Ohio) est une joueuse de tennis américaine, professionnelle de juin 1982 à 1991. Elle est aussi connue sous son nom de femme mariée, Lisa Bonder-Kreiss.
En 1984, elle a atteint les quarts de finale à Roland-Garros (battue par Camille Benjamin), sa meilleure performance en Grand Chelem.
Au cours de sa carrière, Lisa Bonder a remporté quatre tournois WTA en simple, dont deux fois consécutivement le Classic du Japon (1982-1983).

## Palmarès

### Titres en simple dames
| No | Date       | Nom et lieu du tournoi   | Catégorie | Dotation  | Surface         | Finaliste       | Score         |          |
| -- | ---------- | ------------------------ | --------- | --------- | --------------- | --------------- | ------------- | -------- |
| 1  | 05/07/1982 | Casino Cup, Hambourg     | Series 1  | 50 000 $  | Terre (ext.)    | Renáta Tomanová | 6-3, 6-2      | Parcours |
| 2  | 11/10/1982 | Borden Classic, Tokyo    | Series 2  | 75 000 $  | Terre (ext.)    | Shelley Solomon | 2-6, 6-0, 6-3 | Parcours |
| 3  | 12/09/1983 | Queens Grand Prix, Tokyo |           | 175 000 $ | Moquette (int.) | Andrea Jaeger   | 6-2, 5-7, 6-1 | Parcours |
| 4  | 10/10/1983 | Borden Classic, Tokyo    |           | 75 000 $  | Dur (ext.)      | Laura Arraya    | 6-1, 6-3      | Parcours |

### Finale en simple dames
| No | Date       | Nom et lieu du tournoi            | Catégorie | Dotation  | Surface      | Vainqueure      | Score    |          |
| -- | ---------- | --------------------------------- | --------- | --------- | ------------ | --------------- | -------- | -------- |
| 1  | 06/08/1984 | US Open Clay Courts, Indianapolis |           | 200 000 $ | Terre (ext.) | Manuela Maleeva | 6-4, 6-3 | Parcours |

### Titre en double dames
Aucun

### Finale en double dames
| No | Date       | Nom et lieu du tournoi     | Catégorie | Dotation  | Surface    | Vainqueures                       | Partenaire   | Score    |          |
| -- | ---------- | -------------------------- | --------- | --------- | ---------- | --------------------------------- | ------------ | -------- | -------- |
| 1  | 04/11/1985 | Florida Federal Open Tampa |           | 150 000 $ | Dur (ext.) | Carling Bassett Gabriela Sabatini | Laura Arraya | 6-0, 6-0 | Parcours |

## Parcours en Grand Chelem

### En simple dames
| Année | Open d'Australie (janvier) | Open d'Australie (janvier) | Internationaux de France | Internationaux de France | Wimbledon       | Wimbledon        | US Open         | US Open        | Open d'Australie (décembre) | Open d'Australie (décembre) |
| ----- | -------------------------- | -------------------------- | ------------------------ | ------------------------ | --------------- | ---------------- | --------------- | -------------- | --------------------------- | --------------------------- |
| 1981  | n/a                        | n/a                        | -                        | -                        | -               | -                | 1er tour (1/64) | Joanne Russell | -                           | -                           |
| 1982  | n/a                        | n/a                        | 3e tour (1/16)           | M. Navrátilová           | 1er tour (1/64) | Barbara Jordan   | 2e tour (1/32)  | Andrea Leand   | -                           | -                           |
| 1983  | n/a                        | n/a                        | 3e tour (1/16)           | Ivanna Madruga           | 4e tour (1/8)   | Barbara Potter   | 4e tour (1/8)   | Pam Shriver    | -                           | -                           |
| 1984  | n/a                        | n/a                        | 1/4 de finale            | Camille Benjamin         | 3e tour (1/16)  | Elizabeth Sayers | 4e tour (1/8)   | Helena Suková  | -                           | -                           |
| 1985  | n/a                        | n/a                        | 2e tour (1/32)           | Chris Evert              | 1er tour (1/64) | M. Navrátilová   | 2e tour (1/32)  | M. Navrátilová | 2e tour (1/16)              | Ann Henricksson             |
| 1986  | n/a                        | n/a                        | 3e tour (1/16)           | C. Lindqvist             | 2e tour (1/32)  | Anne Minter      | 3e tour (1/16)  | Helena Suková  | n/a                         | n/a                         |
| 1987  | -                          | -                          | 2e tour (1/32)           | Karen Schimper           | 1er tour (1/64) | MJ Fernández     | 3e tour (1/16)  | M. Navrátilová | n/a                         | n/a                         |
| 1988  | -                          | -                          | 1er tour (1/64)          | Peanut Louie             | -               | -                | 1er tour (1/64) | Helena Suková  | n/a                         | n/a                         |
| 1991  | -                          | -                          | -                        | -                        | 1er tour (1/64) | Linda Wild       | 1er tour (1/64) | E. Bryukhovets | n/a                         | n/a                         |

À droite du résultat, l’ultime adversaire.

### En double dames
| Année | Open d'Australie (janvier) | Open d'Australie (janvier) | Internationaux de France     | Internationaux de France | Wimbledon                     | Wimbledon                 | US Open                     | US Open                    | Open d'Australie (décembre) | Open d'Australie (décembre) |
| ----- | -------------------------- | -------------------------- | ---------------------------- | ------------------------ | ----------------------------- | ------------------------- | --------------------------- | -------------------------- | --------------------------- | --------------------------- |
| 1981  | n/a                        | n/a                        | -                            | -                        | -                             | -                         | 2e tour (1/16) Beth Herr    | Kathy Jordan Anne Smith    | -                           | -                           |
| 1982  | n/a                        | n/a                        | 2e tour (1/16) Zina Garrison | E. Sayers Amanda Tobin   | 1er tour (1/32) Zina Garrison | M. Neumanova Naoko Sato   | 1er tour (1/32) Duk-Hee Lee | A. M. Fernández Trey Lewis | -                           | -                           |
| 1983  | n/a                        | n/a                        | 2e tour (1/16) Kim Sands     | Kathy Jordan Anne Smith  | -                             | -                         | 1er tour (1/32) Kim Sands   | Jenny Klitch R. Tomanová   | -                           | -                           |
| 1984  | n/a                        | n/a                        | 1er tour (1/32) S. Mascarin  | Pam Casale Kathrin Keil  | 3e tour (1/8) S. Mascarin     | Navrátilová Pam Shriver   | 1er tour (1/32) R. Reggi    | T. Holladay I. Kuczyńska   | -                           | -                           |
| 1985  | n/a                        | n/a                        | 1er tour (1/32) S. Mascarin  | S. Cecchini Laura Arraya | -                             | -                         | 1er tour (1/32) S. Mascarin | Elise Burgin A. Moulton    | 2e tour (1/8) Annabel Croft | B. Potter Sharon Walsh      |
| 1986  | n/a                        | n/a                        | 2e tour (1/16) Laura Arraya  | Anne Smith Sharon Walsh  | 1er tour (1/32) M. L. Piatek  | H. Mandlíková W. Turnbull | 2e tour (1/16) Laura Arraya | H. Mandlíková W. Turnbull  | n/a                         | n/a                         |

Sous le résultat, la partenaire ; à droite, l’ultime équipe adverse.

### En double mixte
| Année | Open d'Australie (janvier), | Open d'Australie (janvier), | Internationaux de France    | Internationaux de France  | Wimbledon | Wimbledon | US Open | US Open | Open d'Australie (décembre), | Open d'Australie (décembre), |
| ----- | --------------------------- | --------------------------- | --------------------------- | ------------------------- | --------- | --------- | ------- | ------- | ---------------------------- | ---------------------------- |
| 1983  | n/a                         | n/a                         | 1/4 de finale Jimmy Brown   | W. Turnbull John Lloyd    | -         | -         | -       | -       | n/a                          | n/a                          |
| 1984  | n/a                         | n/a                         | 2e tour (1/16) Eric Korita  | Anne Minter Laurie Warder | -         | -         | -       | -       | n/a                          | n/a                          |
| 1986  | n/a                         | n/a                         | 1er tour (1/32) Jaime Yzaga | N. Herreman Winogradsky   | -         | -         | -       | -       | n/a                          | n/a                          |
| 1987  | -                           | -                           | 2e tour (1/16) Gildemeister | Tine Scheuer M. Mortensen | -         | -         | -       | -       | n/a                          | n/a                          |

Sous le résultat, le partenaire ; à droite, l’ultime équipe adverse.

## Parcours aux Masters

### En simple dames
| # | Date       | Nom de l'édition                       | ($)     | Surface         | Résultat       | Ultime adversaire   | Score    |          |
| - | ---------- | -------------------------------------- | ------- | --------------- | -------------- | ------------------- | -------- | -------- |
| 1 | 18/03/1985 | Virginia Slims Championships, New York | 500 000 | Moquette (int.) | 1er tour (1/8) | Martina Navrátilová | 6-1, 6-1 | Parcours |

## Classements WTA

### Classements en simple en fin de saison
| Année | 1983 | 1984 | 1985 | 1986 | 1987 | 1988 | 1989 | 1990 | 1991 |
| Rang  | 35   | 16   | 36   | 55   | 49   | 128  | 300  | 305  | 110  |

Source : (en) « Classements de Lisa Bonder », sur le site officiel du WTA Tour

### Classements en double en fin de saison
| Année | 1986 |
| Rang  | 158  |

Source : (en) « Classements de Lisa Bonder », sur le site officiel du WTA Tour